# ガンブロ
ガンブロ (Gambro) は、スウェーデンの医療機器メーカー。人工透析機で知られる。Wallenberg社の出資するInvestor ABの傘下にある。以前はコングロマリットのIncentive AB社の子会社である。日本の東京に支社がある。